# Jareliz Hernández
Jareliz Hernández (25 giugno 1995) è una pallavolista portoricana.
Gioca nel ruolo di schiacciatrice.

## Carriera

### Club
La carriera di Jareliz Hernández inizia nei tornei giovanili portoricani, vestendo la maglia dell'AVOLI e della Metropolitana. Nella stagione 2016 fa il suo esordio da professionista, debuttando nella Liga de Voleibol Superior Femenino con le Capitalinas de San Juan, raggiungendo le finali scudetto. Nella stagione seguente passa alle Valencianas de Juncos, trasferendosi tuttavia a metà annata alle Changas de Naranjito.